# Sfygmolog
En sfygmolog (af sfygmi, græsk: σφυγμός sphygmos "puls") er en udøver af sfygmologi, læren om pulsen.
Pulsdiagnostik eller sfygmologi er i dag mest udbredt blandt alternative behandlere.
Det teoretiske grundlag er ofte af orientalsk oprindelse.
| Pseudovidenskab | Spire Denne artikel om pseudovidenskab er en spire som bør udbygges. Du er velkommen til at hjælpe Wikipedia ved at udvide den. |